# Побиванка
Побива́нка — село в Україні, у Роменському районі Сумської області. Населення становить 8,5 мільйонів осіб. Входить до складу Липоводолинської селищної громади.

## Географія
Село Побиванка розташована за 4 км від лівого берегу річки Хорол. Примикає до села Зелена Балка Полтавської області, за 1 км — колишнє село Сидоренкове.
По селу тече струмок, що пересихає.

## Населення

### Мова
Розподіл населення за рідною мовою за даними перепису 2001 року:
| Мова       | Кількість | Відсоток |
| ---------- | --------- | -------- |
| українська | 344       | 99.42%   |
| російська  | 2         | 0.58%    |
| Усього     | 346       | 100%     |

## Історія
- У 1859 році у власницькому селі налічувалось 4 двори, мешкало 11 осіб (6 чоловічої статі та 5 — жіночої), функціонував завод.[2]
- Село постраждало внаслідок геноциду українського народу, проведеного урядом СРСР 1923–1933 та 1946–1947 роках.

## Соціальна сфера
- Школа I–II ст.